# En el camino (Argentina)
En el Camino es un programa de viajes de la televisión argentina, producido por Artear, conducido por Mario Markic y emitido por Todo Noticias, los viernes a las 22:00 con repetición los sábados a las 20:00.

## Historia
La idea surgió cuando Markic decidió ser periodista de acción y viajar a lugares lejanos de Argentina y América Latina; estuvo inspirado a seguir este destino desde su infancia, cuando vio la serie Ruta 66 y años más tarde, cuando leyó la novela En el camino, de Jack Kerouac. En los '90, siendo ya integrante de Artear, se le presentó la oportunidad de realizar un ciclo basado exclusivamente en viajes. Se dirigió a Tierra del Fuego, donde estuvo un mes; también pasó diez días en un sitio de muy difícil acceso, denominado El cementerio de los Barcos Hundidos. Luego regresó a Buenos Aires con casetes de historias atrapantes, que empezaron a emitirse a principios de 1996 en el noticiero, en sólo tres minutos. Después surgió la idea de realizar documentales de 30 minutos.
La primera etapa del ciclo comenzó en 1995 y continuó hasta 2004; regresó en octubre de 2009 y rápidamente obtuvo una amplia aceptación por parte de la teleaudiencia nacional y la crítica especializada. Según el conductor, el programa no intenta hacer una descripción objetiva y científica, como lo hacía el recordado La aventura del hombre, sino una mirada subjetiva en la que interpreta y demuestra sentimientos, y que le permite relacionar una situación actual con el pasado.

## Actualidad
Mario Markic, el periodista viajero, recorre el país a bordo de una camioneta 4x4, mostrando la variedad de la naturaleza, la historia y la cultura de todas las regiones argentinas: la Ruta 40, el Camino Real en Córdoba, La Trochita, los lagos patagónicos, el salar de Arizaro, hoteles abandonados como El Edén y el Sosneado, castillos en ruinas, las obras arquitectónicas de Francisco Salamone, la experiencia argentina de Saint-Exupéry, etc. También tienen lugar las biografías de grandes personajes argentinos: Juan Manuel Fangio, Atahualpa Yupanqui, René Favaloro, entre otros. Los programas están ambientados principalmente en el Interior aunque también en la Capital Federal, por ejemplo, en la Recoleta.

## Reconocimientos
- Premios Martín Fierro de cable (2010): mejor programa de Interés General.[2]
- Premios Martín Fierro de cable (2012): mejor programa de Interés General.[3]
- Premios Martín Fierro de cable (2015): mejor programa de Interés General.[4]
- Premios Martín Fierro de cable (2015): Martín Fierro de Oro.[5]
- Premios Martín Fierro de cable (2018): mejor programa de Interés General.[6]

## Equipo periodístico
- Dirección general: Carlos De Elía
- Producción general: Marcelo Molina
- Producción general asociada: Sergio Narvaiz
- Producción ejecutiva TN: Fernando Vailati
- Producción periodística: Agustina Muda y Germán Domingo
- Guion: Mario Markic
- Edición: Juan Álvarez y Carlos Christensen
- Musicalización: Fabián Ferri
- Camarógrafos: Sala de Cámaras TN y Canal 13
- Sonidistas: Sala de cámaras de TN y canal 13
- Virzt: Lisandro Tapia y Luis De Luca
- Post producción-Sonido: Diego Santomil